# Šachtërsk
Šachtërsk (anche traslitterato come Shakhtyorsk, Šahtërsk, Šakhtërsk, Šahtjorsk; in giapponese, Toro) è una cittadina della Russia asiatica.

## Geografia fisica
È situata nell'Estremo Oriente Russo nell'Oblast' di Sachalin, sulla costa dello Stretto dei Tartari, 376 km a nord di Južno-Sachalinsk; è compresa amministrativamente nel distretto di Uglegorsk.

## Storia
Fondata nel 1905, appartenne fino al 1945 all'Impero del Giappone; aveva allora nome Toro (dalla lingua ainu, "turu", terra). Passò dopo la fine della seconda guerra mondiale all'Unione Sovietica; nel 1946 venne ribattezzata con il nome attuale, mentre nel 1947 le venne concesso lo status di città.

## Società

### Evoluzione demografica
Fonte: mojgorod.ru Archiviato il 5 agosto 2021 in Internet Archive.
- 1959: 12.100
- 1979: 11.500
- 1989: 12.900
- 2002: 10.600
- 2007: 10.100